# Jan Sýkora
Jan Sýkora (n. 29 decembrie 1993, Plzeň, Cehia) este un fotbalist ceh care joacă pe postul de mijlocaș pentru Slovan Liberec, fiind împrumutat de la Slavia Praga din Prima Ligă din Cehia.

## Cariera pe echipe
Și-a început cariera la profesioniști la Sparta Praga, dar nu a reușit să joace în niciun meci pentru prima echipă a praghezilor, care l-au împrumutat la Zbrojovka Brno, unde a jucat 26 de meciuri și a marcat patru goluri.
În 2015, s-a transferat la Slovan Liberec. La 15 septembrie 2016 a marcat cel mai rapid gol dinUEFA Europa League, după doar 10,69 de secunde în meciul lui Liberec din faza grupelor e împotriva lui Qarabag FK.  În total, el a jucat 34 de meciuri în campionat pentru Liberec, marcând un gol.

### Slavia Praga
După o lungă bătălie pentru aducerea sa între Slavia Praga și Viktoria Plzeň, două echipe care erau în luptă directă pentru titlu la acea dată, Sýkora a semnat cu Slavia Praga în ianuarie 2017.
La 22 noiembrie 2018, Sýkora a semnat un nou contract cu Slavia până în vara anului 2022.

## Cariera la  națională
Sýkora a jucat pentru mai multe categorii de vârstă la naționalele de tineret ale Cehiei, începând cu U-17 și terminând cu U-21. A fost convocat la naționala mare a Cehiei pentru un meci amical împotriva Armeniei și a unui meci de calificare la Campionatul Mondială din 2018împotriva Irlandei de Nord în august 2016.
Pe 8 noiembrie 2017 a marcat un gol cu Islanda într-un meci amical care s-a desfășurat în Qatar.